# Gamasomorpha gershomi
Gamasomorpha gershomi là một loài nhện trong họ Oonopidae.
Loài này thuộc chi Gamasomorpha. Gamasomorpha gershomi được Michael Saaristo miêu tả năm 2007.